# غابور ناغي (لاعب كرة قدم)
غابور ناغي (بالمجرية: Nagy Gábor)‏ (16 أكتوبر 1985 بزومباثلي في المجر - ) هو لاعب كرة قدم مجري في مركز الوسط. شارك مع منتخب المجر لكرة القدم. أما مع النوادي، فقد لعب مع نادي أويبست ونادي بودابست وزومباثلي هالاداس ‏.

## وصلات خارجية
- غابور ناجي على موقع قاعدة بيانات كرة القدم.إي يو (الإنجليزية)
- غابور ناجي على موقع ناشيونال فوتبول تيمز (الإنجليزية)
- غابور ناجي على موقع Soccerway.com (الإنجليزية)